# Algemene lineaire groep
In de wiskunde is de algemene lineaire groep van de orde {\displaystyle n} over een unitaire ring {\displaystyle R}, aangeduid door {\displaystyle \mathrm {GL} (n,R)} of {\displaystyle \mathrm {GL} _{n}(R)}, de groep van de inverteerbare n×n-matrices met elementen in {\displaystyle R}, met als groepsbewerking de matrixvermenigvuldiging. In veel gevallen zal {\displaystyle R} een lichaam NL / veld B zijn. Doordat het product van twee inverteerbare matrices opnieuw inverteerbaar is en de inverse van een inverteerbare matrix ook weer kan worden geïnverteerd, is {\displaystyle \mathrm {GL} (n,R)} inderdaad een groep. De algemene lineaire groepen {\displaystyle \mathrm {GL} (n,R)} worden in de groepentheorie bestudeerd, waarbij hun groepsrepresentatie met behulp van matrices goed kan worden gebruikt.
Als de ring {\displaystyle R} een eindig lichaam {\displaystyle \mathbb {F} _{q}} is met {\displaystyle q} een priemgetal of een macht van een priemgetal, schrijft men wel {\displaystyle \mathrm {GL} (n,q)} in plaats van {\displaystyle \mathrm {GL} (n,R)}. Als uit de context blijkt dat de ring {\displaystyle R} het lichaam/veld {\displaystyle \mathbb {R} } van de reële getallen of {\displaystyle \mathbb {C} } van de complexe getallen is, wordt ook alleen {\displaystyle \mathrm {GL} (n)} of {\displaystyle \mathrm {GL} _{n}} geschreven.
De groep {\displaystyle \mathrm {GL} (n,R)} is voor alle {\displaystyle n\geq 2} is niet commutatief. De groep {\displaystyle \mathrm {GL} (1,R)} is commutatief als {\displaystyle R} een commutatieve ring is.
De speciale lineaire groep, geschreven als {\displaystyle \mathrm {SL} (n,R)} of {\displaystyle \mathrm {SL} _{n}(R)}, is de ondergroep van {\displaystyle \mathrm {GL} (n,R)} van de matrices met determinant gelijk aan 1. 
De groepen {\displaystyle \mathrm {GL} (n,R)} en hun ondergroepen worden vaak lineaire groepen of matrixgroepen genoemd, onder de voorwaarde dat {\displaystyle \mathrm {GL} (R)} een groep is. Wanneer dit het geval is, is {\displaystyle \mathrm {GL} (R)} een lineaire groep, maar geen matrixgroep. De modulaire groep kan als een factorgroep van de speciale lineaire groep {\displaystyle \mathrm {SL} (2,\mathbb {Z} )} worden geconstrueerd.